# Ярослав Боровичка
Ярослав Боровичка (чеськ. Jaroslav Borovička, 26 січня 1931, Прага — 29 грудня 1992) — чехословацький футболіст, що грав на позиції півзахисника, зокрема, за клуб «Дукла» (Прага), а також національну збірну Чехословаччини.
Семиразовий чемпіон Чехословаччини. Дворазовий володар кубка Чехословаччини.

## Клубна кар'єра
У футболі дебютував 1950 року виступами за команду «Спарта» (Прага), в якій провів три сезони, здобувши титул чемпіона Чехословаччини. 
1953 року перейшов до клубу «Дукла» (Прага), за який відіграв 10 сезонів. Більшість часу, проведеного у складі празької «Дукли», був основним гравцем команди. За цей час ще шість разів ставав чемпіоном Чехословаччини. 
Після того, як покинув «Дуклу», грав у складі клубів  «Вітковіце», «Спартак» (Влашим) і «Нові-Бор». Завершив професійну кар'єру футболіста виступами за команду «Седльчани».

## Виступи за збірну
1953 року дебютував в офіційних матчах у складі національної збірної Чехословаччини. Протягом кар'єри у національній команді провів у її формі 21 матч, забивши 2 голи.
У складі збірної був учасником чемпіонату світу 1958 року у Швеції, де зіграв з Північною Ірландією (0-1), Аргентиною (6-1) і знову з Північною Ірландією (1-2).
Був присутній в заявці збірної на чемпіонаті світу 1962 року у Чилі, але на поле не виходив. Разом з командою здобув срібні нагороди.
Помер 29 грудня 1992 року на 62-му році життя.

## Титули і досягнення
- Чемпіон Чехословаччини (7):

«Дукла» (Прага): 1953, 1956, 1958, 1961, 1962, 1963, 1964
- Володар кубка Чехословаччини (2):

«Дукла» (Прага): 1952, 1961
- Віце-чемпіон світу: 1962